# Pietro Dentella
Pietro Dentella (Bergamo, 16 agosto 1920 – ...) è stato un calciatore italiano, di ruolo portiere.

## Carriera
Dopo aver iniziato l'attività agonistica nel Dopolavoro Dalmine, esordisce nel campionato di Serie C 1939-1940 difendendo la porta del Pro Ponte, con cui disputa 18 partite di campionato. Nell'aprile del 1941 passa in forza al Verona, con cui non scende mai in campo, dovendo svolgere il servizio militare nella città veneta, e nel campionato 1942-1943 torna in Serie C con la maglia del Vis Nova Giussano.
Nella Divisione Nazionale 1943-1944 disputa 6 partite nel Mantova; al termine degli eventi bellici viene acquistato dall'Atalanta, con cui esordisce in Serie A e disputa due stagioni come terzo portiere, riuscendo comunque a disputare 3 partite (con 7 reti subite) nel massimo campionato nazionale. Passa quindi al Palazzolo, dove milita per tre stagioni, al termine delle quali viene acquistato dalla Pro Lissone, entrambe in Serie C.
Conclude la carriera tornando al Ponte San Pietro, in IV Serie.

## Palmarès

### Club

#### Competizioni nazionali
- Serie C: 1

Palazzolo: 1947-1948 (girone F)

#### Competizioni regionali
- Promozione: 1

Pro Lissone: 1950-1951